# Sinningia maximiliana
Sinningia maximiliana là một loài thực vật có hoa trong họ Tai voi. Loài này được (Hanst.) Benth. & Hook. ex Fritsch miêu tả khoa học đầu tiên năm 1894.